# Zwaluw (lucifer)
De Zwaluw is een Nederlands lucifermerk. Het merk is in handen van Swedish Match en verkrijgbaar in Nederland, Sierra Leone, Gambia, Singapore en Bermuda. Jaarlijks worden er 6 miljoen luciferdoosjes verkocht.

## Geschiedenis
In 1895 begon de Amsterdamse importeur J.W. Attema & Co met de import van lucifers, destijds geproduceerd in de Uddevalla Tändsticksfabrik in Zweden. De importeur wilde een uniek logo voor de Nederlandse markt en besloot een boerenzwaluw te gebruiken. Het bedrijf ging later verder onder de naam Nederlandsche Lucifers Handelsmaatschappij. Sinds de jaren dertig is de importeur onderdeel van [Swedish Match.
In de 20e eeuw, voor de komst van wegwerpaanstekers, waren er internationale vakbeurzen voor de luciferindustrie. De Zwaluw-lucifer won hierbij vier keer de prijs van beste lucifer op de markt. De vier medailles naast de zwaluw staan hiervoor symbool.
Begin 21e eeuw kreeg de verpakking een moderne uitstraling. In 2004 werd de wijziging teruggedraaid, omdat consumenten terughoudend waren richting het moderne etiket. Volgens de fabrikant is het huidige etiket vrijwel identiek aan het etiket uit 1914.